# Celtis salomonensis
Celtis salomonensis är en hampväxtart som beskrevs av Rechinger. Celtis salomonensis ingår i släktet Celtis och familjen hampväxter. Inga underarter finns listade i Catalogue of Life.